# Festival des 3 Continents 1997
Le Festival des 3 Continents 1997, 19e édition du festival, s'est déroulé du 25 novembre au 2 décembre 1997.

## Jury
- Pascal Bonitzer : réalisateur français
- Odetta Ciancarelli : réalisatrice italienne
- Marketa Hrubesova : actrice tchèque
- Nino Kirtadzé : actrice géorgienne
- Luís Filipe Rocha : réalisateur portugais
- Peter Sehr : réalisateur allemand

## Sélection

### En compétition
| Titre                              | Réalisation         | Pays      |
| ---------------------------------- | ------------------- | --------- |
| La Cité de Dieu                    | Víctor González     | Argentine |
| Hiver, mauvaise vie                | Gregorio Cramer     | Argentine |
| Made in Hong Kong                  | Fruit Chan          | Hong Kong |
| Adajya                             | Santwana Bordoloi   | Inde      |
| La Danse du vent                   | Rajan Khosa         | Inde      |
| Bashir                             | Ahmad Ramezan Zadeh | Iran      |
| Devarim                            | Amos Gitaï          | Israël    |
| Tōkyō biyori                       | Naoto Takenaka      | Japon     |
| Zeinab et le fleuve                | Christine Dabague   | Liban     |
| Dang Bireley's and Young Gangsters | Nonzee Nimibutr     | Thaïlande |
| Fun Bar Karaoke                    | Pen-Ek Ratanaruang  | Thaïlande |
| Retour à Van Ly                    | Le Hoang            | Viêt Nam  |

### Autres programmations
- Hommage au réalisateur burkinabé Gaston Kaboré
- Regards sur deux maîtres du mélodrame égyptien : Ezz Eddine Zoulficar et Hassan El Imam
- Premiers films des cinéastes de la nouvelle vague japonaise
- Pedro Armendáriz, père et fils
- Cinéastes de l'Ouzbékistan[2]

## Palmarès
- Montgolfière d'or : Made in Hong Kong de Fruit Chan
- Montgolfière d'argent : Retour à Van Ly de Le Hoang
- Prix spécial du jury : Fun Bar Karaoke de Pen-Ek Ratanaruang
- Prix de la mise en Scène : Devarim de Amos Gitaï
- Prix d’interprétation féminine : Kaushalya Gidwani dans La Danse du vent
- Prix d’interprétation masculine : Ricardo Bartís dans Hiver, mauvaise vie
- Prix du public : La Danse du vent de Rajan Khosa[2]